# 이진무 (성우)
이진무(1988년 3월 9일 ~)는 대한민국의 남자 성우이다. 2016년에 KBS 공채 41기 성우로 입사하였다. 한국방송 성우극회 소속.

## 주요 출연작품

### 라디오

#### KBS
소설극장 (KBS 3라디오)
- 2016.05.20 ~ 2016.06.27 강태식 作 <굿바이 동물원>
- 2016.06.28 ~ 2016.08.07 존차 作 <안녕, 테레사> (산자)
- 2016.12.10 ~ 2017.01.18 성석제 作 <황만근은 이렇게 말했다> (토끼)
- 2017.01.19 ~ 2017.03.12 기욤 뮈소 作 <내일> (다니엘)
- 2017.03.13 ~ 2017.05.09 기욤 뮈소 作 <구해줘> (프랑크 디노비)
- 2017.06.02 ~ 2017.09.01 노희경 <거짓말> - 현철

KBS 무대 (KBS 한민족방송)
- 2016.02.27 <컨츄리 라디오> (매니저)
- 2016.05.28 <폭식을 멈추는 0번째 방법> (배달부1)
- 2016.07.02 <이봐요 경숙씨> (과장)
- 2016.08.06 <비밀스런 그녀> (기사)
- 2016.08.27 <인공지능 KRIX> (직원)
- 2016.09.10 <죽은 시인의 사회> (직원2)
- 2016.10.08 <부산에 가면 콩고 고릴라를 만날 수 있나요?> (기사)
- 2016.10.22 <아버지를 찾아서> (사내3)
- 2016.11.12 <하숙생> (행인)
- 2016.11.26 <별이 빛나는 밤에> (친구1)
- 2016.12.10 <종점> (관리인)
- 2016.12.24 <나의 오리지날 짝퉁> (취객1/취객5)
- 2016.12.31 <2라운드, BOX!> (방문객)
- 2017.01.14 <연가> (이성훈)
- 2017.01.21 <카모마일 차를 마시는 밤> (부장)
- 2017.01.28 <꺼지지 않는 TV> (할아버지/기사1/케이블2)
- 2017.02.04 <한달만 사랑할게> (의사)
- 2017.02.11 <아내를 죽였습니다> (판사)
- 2017.02.18 <마스커레이드> (노인)
- 2017.02.25 <탈퇴하시겠습니까?> (교감선생님/면접안내인)
- 2017.03.04 <사약 받는 날> (하인)
- 2017.03.18 <은주가 변했다> (환자1)
- 2017.04.22 <화성행 편도 티켓> - 남성우
- 2017.04.29 <붉은 잠옷의 비밀> - 부장
- 2017.05.13 <달려라, 아빠!> - 영민 친구
- 2017.05.20 <아빠의 방> - 등산객
- 2017.05.27 <Daddy and the City> - 영광의 친구
- 2017.06.10 <앓던 이 빠지던 날> - 아빠
- 2017.06.24 <홍귀이야기> - 상혁
- 2017.07.01 <비너스 전파사> - 인부 2
- 2017.07.08 <개 짖는 소리> - 김기사
- 2017.07.29 <작가님, 휴재는 안됩니다> - 강팀장
- 2017.08.05 <세일즈의 여왕> - 사회자
- 2017.08.19 <조율 2부> - 악기점 주인
- 2017.08.26 <달빛웅덩이> - 경비원
- 2017.09.02 <단내살이> - 박부장
- 2017.09.09 <그렇게 아이가 자란다> - 흥신소
- 2017.09.16 <고독 해결사> - 의사
- 2017.10.14 <갑을 위한 변명> - 부장변호사
- 2017.10.21 <지리산 감자탕> - 공가
- 2017.11.11 <비연애주의자 고혜진> - 사장 할배
- 2017.11.18 <당신을 위한 티켓> - 병실사람 2
- 2017.12.02 <홍귀이야기 두번째> - 매니저

라디오 문학관 (KBS 한민족방송)
- 2016.04.10 성은영 作 <귀향의 끝> (처남)
- 2016.04.17 김덕희 作 <낫이 짖을 때> (하인2)
- 2016.05.29 조용준 作 <선릉 산책> (청소년1)
- 2016.06.19 백수린 作 <중국인 할머니> (문상객2)
- 2016.06.26 윤고은 作 <된장이 된> (경찰)
- 2016.07.03 이은선 作 <유리주의> (정훈)
- 2016.07.18 손보미 作 <여자들의 세상> (남자친구)
- 2016.07.23 조동신 作 <등패> (무관1)
- 2016.08.07 김재희 作 <페이퍼 하트> (느끼남)
- 2016.08.14 도진기 作 <악마의 증명> (운전기사)
- 2016.08.21 박하익 作 <마지막 장난> (대학생1)
- 2016.08.28 송시우 作 <좋은 친구> (중년남)
- 2016.09.11 김호경 作 <남자의 아버지> (동네 남자)
- 2016.09.18 장강명 作 <대외활동의 신> (남학생)
- 2016.10.02 이영훈 作 <상자> (손님)
- 2016.11.06 이청해 作 <신용보증기금에서 온 사내> (남자)
- 2016.11.20 고은규 作 <오빠의 알레르기> (웨이터)
- 2016.11.27 조수경 作 <내 사람이여> (경찰)
- 2016.12.25 최민우 作 <머리 검은 토끼> (베이스)
- 2017.01.01 김금희 作 <체스이 모든 것> (학생1)
- 2017.01.15 김민주 作 <너의 목소리> (아들)
- 2017.01.22 이기호 作 <최미진은 어디로> (친구)
- 2017.01.29 이서진 作 <아내의 정원수> (동서)
- 2017.02.05 권제훈 作 <박스> (김병욱)
- 2017.02.12 주수철 作 <그린피아 305동 1005호> (이동석)
- 2017.02.26 조현주 作 <오늘만 같지 않기를> (노만석)
- 2017.03.26 도명학 <잔혹한 선물> - 노동자 1
- 2017.04.02 김종광 <학생댁 유씨씨> - 조창진
- 2017.04.16 안지용 <결혼 자격 시험> - 수험생 3
- 2017.04.23 홍명진 <마순희> - 남편
- 2017.04.30 홍지화 <왕년의 한 스타의 죽음> - 점원
- 2017.05.21 구효서 <풍경소리> - 수봉
- 2017.06.04 윤성희 <스위치> - 삼촌
- 2017.06.25 서미애 <장미정원의 가족사진> - 아들
- 2017.07.16 김재성 <골유화> - 유명수
- 2017.08.06 조현 <화성의 물고기를 낚는 경쾌한 낚시법> - 남학생 1
- 2017.08.13 이경희 <철거 후> - 일본남
- 2017.09.03 이건혁 <피코> - 동료
- 2017.10.15 정이현 <서랍속의 집> - 집주인 1
- 2017.10.29 강영숙 <어른의 맛> - 승신의 남편
- 2017.11.12 조미녀 <파파라치 가족> - 남자
- 2017.11.19 이기호 <한정희와 나> - 장인

라디오 극장 (KBS 한민족방송)
- 2016.02.01 ~ 2016.02.29 도진기 作 <가족의 탄생> (주민1/ 검사원1)
- 2016.03.01 ~ 2016.03.31 김려령 作 <가시고백> (직원2)
- 2016.05.01 ~ 2016.05.31 정유정 作 <내 심장을 쏴라>
- 2016.07.01 ~ 2016.07.31 장용민 作 <궁극의 아이>
- 2016.08.01 ~ 2016.08.31 김종일 作 <몸 - 에피소트 7 귀>
- 2016.09.01 ~ 2016.09.30 이혜린 作 <열정같은 소리 하고 있네>
- 2016.11.01 ~ 2016.11.30 이유선 作 <오버 더 힐파티> (주인)
- 2016.12.01 ~ 2016.12.31 김범 作 <공부해서 너 가져> (별이 아빠)
- 2017.01.01 ~ 2017.01.31 손선영 作 <이웃집 두 남자가 수상하다> (남자/박연오)
- 2017.02.01 ~ 2017.02.28 정규웅 作 <붉은 꽃, 나혜석> (탁수환/노인)
- 2017.03.01 ~ 2017.03.31 정길연 作 <달리는 남자 걷는 여자> (진수)
- 2017.04.01 ~ 2017.04.30 조두진 <결혼면허> - 손영식
- 2017.05.01 ~ 2017.05.31 황현정 <달빛연인> - 단역
- 2017.06.01 ~ 2017.06.30 구상희 <마녀식당> - 단역
- 2017.07.01 ~ 2017.07.31 박연선 <여름, 어디선가 시체가> - 단역
- 2017.08.01 ~ 2017.08.31 심재천 <나의 토익 만점 수기> - 이삿짐 센터 직원 / 그
- 2017.09.01 ~ 2017.09.30 유영민 <헬로 바바리맨> - 단역
- 2017.10.01 ~ 2017.10.31 강태식 <굿바이 동물원> - 단역
- 2017.11.01 ~ 2017.11.30 이동원 <완벽한 인생> - 청원 경찰
- 2017.12.01 ~ 2017.12.31 도진기 <악마는 법정에 서지 않는다> - 청원 경찰

다큐멘터리 역사를 찾아서 (KBS 라디오)
- 2016.02.21 제591편 연산군, 그 견제 받지 않은 왕권 (대신1)
- 2016.02.28 제592편 사치와 낭비로 나라 곳간은 비어가고 (간관1)
- 2016.03.06 제593편 연산군, 사냥에 탐닉하다 (간관1)
- 2016.03.20 제595편 홍길동이 나타났다! (관리)
- 2016.03.27 제596편 모든 신하를 적으로 돌리다 (신수영)
- 2016.04.03 제597편 갑자사화의 서곡 - 이세좌·홍귀달 사건 (홍귀달)
- 2016.04.10 제598편 연산군, 복수의 칼을 뽑다 (간관2)
- 2016.04.17 제599편 폐비 윤씨, 복권되다 (승지2)
- 2016.04.24 제600편 갑자사화 - 120명을 극형에 처하다 (관원1)
- 2016.05.08 제602편 "천재지변도 신하들 탓이다!" (간관2)
- 2016.05.22 제604편 성균관을 철거하고 환관을 총애하다 (대신2)
- 2016.05.29 제605편 환관 김처선 (대신2)
- 2016.06.19 제608편 금표(禁標) - 경기도 땅의 절반이 통제구역이었다 (대신2)
- 2016.06.26 제609편 연산군의 한글탄압 - "언문사용을 금하라!" (승지3)
- 2016.07.03 제610편 기생 장녹수, 후궁이 되다 (대신1)
- 2016.08.07 제615편 중종반정 (승지)
- 2016.08.14 제616편 중종의 왕비 신씨를 폐하다 (손중돈)
- 2016.08.21 제617편 중종, 명나라 책봉은 좌절되고 (유숭조)
- 2016.08.28 제618편 미약한 왕권, 꼬리를 무는 옥사(獄事) (유숭조)
- 2016.09.04 제619편 조선의 골칫거리 - 삼포의 왜인들 (관찰사)
- 2016.09.11 제620편 가덕도 왜변, 그 범인을 색출하라 (대신3)
- 2016.09.18 제621편 삼포 왜란 (예조판서/대신3)
- 2016.09.25 제622편 삼포 왜인들을 격퇴하다 (최임)
- 2016.10.09 제624편 「반정 삼대장」 기사게 꺾이다 (신복의)
- 2016.10.16 제625편 사림파, 「역사바로세우기」의 시동을 걸다 (김수동)
- 2016.12.24 제635편 사회전야 - 깊어지는 갈등 (사신/승지)
- 2017.01.01 제636편 반정공신의 위훈을 삭탈하다 (간관3)
- 2017.01.08 제637편「주초위왕(走肖爲王)」은 사실일까 (이장곤)
- 2017.02.12 제642편 「기묘사림」을 일망타진하다 (대신1/이행)
- 2017.02.19 제643편 척신 김안로, 탄핵을 받다 (권균)
- 2017.02.26 제644편 경빈 박 씨와 「작서의 변」(관원1)

와이파이 초한지 (KBS 라디오)
- 2016.05.27 <15화> (대신2)
- 2016.05.30 <16화> (대신1)
- 2016.06.10 <25화> (부장1)
- 2016.06.13 <26화> (남자2)
- 2016.07.01 <40화> (수졸3)
- 2016.07.04 <41화> (진여)
- 2016.07.05 <42화> (진여)
- 2016.07.07 <44화> (젊은이2)
- 2016.07.11 <46화> (부하1)
- 2016.07.12 <47화> (관리2)
- 2016.07.13 <48화> (관리)
- 2016.07.14 <49화> (원로2)
- 2016.07.20 <53화> (부하)
- 2016.07.26 <57화> (부하)
- 2016.07.27 <58화> (부하)
- 2016.07.29 <60화> (부하)
- 2016.08.01 <61화> (부하)
- 2016.08.03 <63화> (부하)
- 2016.08.10 <68화> (첩자)
- 2016.08.12 <70화> (부하)
- 2016.08.15 <71화> (부하)
- 2016.08.16 <72화> (부하)
- 2016.08.19 <75화> (군사5)
- 2016.08.22 <76화> (군사3)
- 2016.08.25 <79화> (부하)
- 2016.08.29 <81화> (사자)
- 2016.08.31 <83화> (신하)
- 2016.09.01 <84화> (진여)
- 2016.09.02 <85화> (진여)
- 2016.09.07 <88화> (진여)
- 2016.09.22 <99화> (진여)
- 2016.09.26 <101화> (진여)
- 2016.09.27 <102화> (대신7/대신9)
- 2016.10.06 <109화> (초군1)
- 2016.10.17 <116화> (신하)
- 2016.10.20 <119화> (남자1)
- 2016.10.21 <120화> (상인2)
- 2016.11.01 <127화> (군사3)
- 2016.11.02 <128화> (부하2)
- 2016.11.15 <137화> (군사2)
- 2016.11.29 <147화> (군사1)
- 2016.12.07 <153화> (군사2)
- 2016.12.08 <154화> (군사2)
- 2016.12.19 <161화> (군사2)
- 2016.12.21 <163화> (보)
- 2016.12.22 <164화> (보)
- 2017.01.03 <172화> (군사1)
- 2017.01.09 <176화> (군사3)
- 2017.01.11 <178화> (부하)
- 2017.01.12 <179화> (부하)
- 2017.01.23 <186화> (진여)
- 2017.01.30 <191화> (사회자)
- 2017.02.07 <197화> (장군)
- 2017.02.14 <202화> (진여)

## 같이 보기
- 한국방송 성우극회